# اچ‌ام‌اس مرسی (۱۹۱۳)
اچ‌ام‌اس مرسی (۱۹۱۳) (به انگلیسی: HMS Mersey (1913)) یک کشتی بود که طول آن ۲۶۶٫۷۵ فوت (۸۱٫۳ متر) بود. این کشتی در سال ۱۹۱۳ ساخته شد.